# Brandon Hicks
Brandon Ryan Hicks, ameriški bejzbolist, * 14. september 1985, Houston, Teksas, ZDA.
Hicks je poklicni igralec leve strani notranjega polja in je trenutno član ekipe Oklahoma City Dodgers.

## Ljubiteljska kariera
Hicks je obiskoval srednjo šolo Rayburn High School v mestu Pasadena v rodni zvezni državi. Najprej se je vpisal na San Jacinto College, a se je nato prepisal na Texas A&M University, kjer je igral za ekipo Aggies. 

## Poklicna kariera

### Atlanta Braves
Hicksa je ekipa iz Atlante izbrala v 3. krogu s skupno 108. izbiro nabora lige MLB leta 2007. V ligi MLB je prvič zaigral maja 2010.  
V naslednji sezoni se je uvrstil na seznam 25-ih mož ob odprtju sezone po dobri igri na spomladanskem uigravanju ekipe. 1. maja, le 5 dni pred svojo obletnico prve tekme v ligi MLB, je Hicks dosegel svoj prvi udarec v polje in dosegel prvi home-run.

### Oakland Athletics
Po tem, ko se mu je odrekel klub iz Atlante, je 13. marca 2012 podpisal pogodbo z ekipo Oakland Athletics. Bob Melvin, upravnik ekipe, je dejal, da ga je v klub vzel kot rezervnega igralca in ne kot stalnega igralca na tretji bazi.